# .it
A .it Olaszország internetes legfelső szintű tartomány kódja, melyet 1987-ben hoztak létre. Mivel ez az angolban a semlegesnemű E/3-as névmás, és sok szó végződik erre, ezért népszerű az érdekes internetcímeket készítők között. Vannak előre lefoglalt második szintű címek, mint az italy.it, és az olasz tartományok nevei.